# La guerra de los locos
Pour plus de détails, voir Fiche technique et Distribution.
La guerra de los locos est un film espagnol réalisé par Manolo Matji, sorti en 1987.

## Synopsis
Pendant la guerre d'Espagne, un groupe de patients s'échappe d'un hôpital psychiatrique et rencontre un groupe d'anarchistes.

## Fiche technique
- Titre : La guerra de los locos
- Réalisation : Manolo Matji
- Scénario : Manolo Matji
- Musique : José Nieto
- Photographie : Federico Ribes
- Montage : Nieves Martín
- Production : José María Calleja
- Pays :  Espagne
- Genre : Drame et guerre
- Durée : 104 minutes
- Dates de sortie : 
  -  Espagne : 11 avril 1987

## Distribution
- José Manuel Cervino : Angelito Delicado
- Juan Luis Galiardo : Don Salvador
- Álvaro de Luna : Rubio
- Francisco Algora : Domi
- Maite Blasco : la sœur de Matilde
- Paco Catalá : Emilio
- Pedro Díez del Corral : Rufino
- Cesáreo Estébanez : Paulino
- Emilio Gutiérrez Caba : le commandant
- Emilio Lain : Serafín
- Ana Marzoa : Dolores
- Luis Marín : Roque
- Achero Mañas : Antón
- Pep Munné : Andrés
- Joan Potau : Rafael
- Alicia Sánchez : Felisa

## Distinctions
Le film a été nommé pour deux prix Goya.